# Pierre Womé

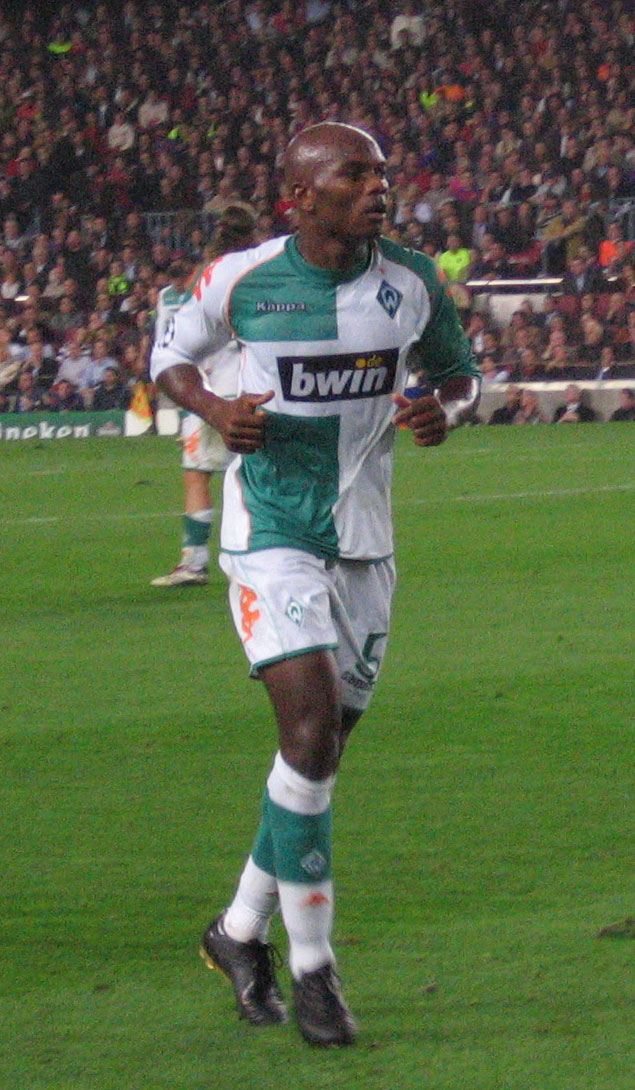
Wome

Pierre Nlend Womé, född 26 maj 1979 i Douala, är en kamerunsk fotbollsspelare.
Han började karriären i kamerunska Canon Yaoundé och har spelat i flera olika europeiska klubbar, såsom Bologna, Fulham, Espanyol, Brescia, Inter och Werder Bremen.

## Internationellt
Wome har spelat flera år i landslaget, med dessa höjdpunkter:
- VM: Han deltog både 1998 och 2002.
- OS 2000. Wome var med i det lag som tog guld, Kameruns första OS-guld någonsin.
- Afrikanska mästerskapet: Han var med i guldlagen både 2000 och 2002.